# 11115 Карія
11115 Карія (11115 Kariya) — астероїд головного поясу, відкритий 21 листопада 1995 року.
Тіссеранів параметр щодо Юпітера — 3,196.
Названий на честь японського міста Карія